# Plectranthias purpuralepis
Plectranthias purpuralepis — вид окунеподібних риб родини серранових (Serranidae). Описаний у 2020 році.

## Поширення
Вид поширений на заході Тихого океану. Відомий з 16 зразків, що спіймані біля північного узбережжя Тайваню неподалік Трьох північних островів на глибині понад 200 м. Мешкає на дні скелястих рифів.